# Goodwell (Oklahoma)
Goodwell es un pueblo ubicado en el condado de Texas en el estado estadounidense de Oklahoma. En el año 2010 tenía una población de 1293 habitantes y una densidad poblacional de 417,1 personas por km².

## Geografía
Goodwell se encuentra ubicado en las coordenadas 36°35′36″N 101°37′47″O / 36.59333, -101.62972 (36.593348, -101.629848).

## Demografía
Según la Oficina del Censo en 2000 los ingresos medios por hogar en la localidad eran de $29,583 y los ingresos medios por familia eran $42,708. Los hombres tenían unos ingresos medios de $24,000 frente a los $20,750 para las mujeres. La renta per cápita para la localidad era de $12,531. Alrededor del 26.6% de la población estaban por debajo del umbral de pobreza.